# Standerton
Standerton is een plaats met 44.000 inwoners, in de gemeente Lekwa in het district Gert Sibande in de Zuid-Afrikaanse provincie Mpumalanga. Door Standerton loopt in noordzuidelijke richting de Vaalrivier. De boerengemeenschap is gespecialiseerd in veeteelt, melkveehouderij, maïsbouw en pluimveehouderij. 
Het dorp werd gesticht in 1878 en vernoemd naar de Boerenleider commandant Adriaan H. Stander (1817-1896). Standerskop, een heuvel ten westen van het dorp, is ook naar hem vernoemd. Standerton werd een zelfstandige gemeente in 1903.

## Subplaatsen
Het nationaal instituut voor de statistiek, Stats SA, deelt sinds de census 2011 deze hoofdplaats in in 9 zogenaamde subplaatsen (sub place), waarvan de grootste zijn:
Standerton Ext 6 • Standerton SP.

## Geboren
- Stoffel Botha (1929-1998), politicus